# Ligne 6 du métro léger de Tunis
 (mai 2021).
Si vous disposez d'ouvrages ou d'articles de référence ou si vous connaissez des sites web de qualité traitant du thème abordé ici, merci de compléter l'article en donnant les références utiles à sa vérifiabilité et en les liant à la section « Notes et références ».
La ligne 6 du métro léger de Tunis est une ligne du métro léger de Tunis mise en service en 2008 et qui relie la gare de Tunis Marine à El Mourouj 4.
Comme toutes les lignes, la ligne 6 est gérée par la Société des transports de Tunis, aussi connue sous le nom commercial de Transtu, entreprise publique de transport née en 2003 de la fusion entre la Société du métro léger de Tunis (SMLT fondée en 1981) et la Société nationale de transports (SNT fondée en 1963).

## Historique
La ligne 6 — longue de 6,8 kilomètres et desservant onze gares entre la gare de Tunis Marine et El Mourouj 4 — est mise en service le 12 novembre 2008 après des travaux entamés en 2005 et une mise en exploitation le 11 août 2008 d'un premier tronçon jusqu'à El Mourouj 2.

## Caractéristiques

### Ligne
La ligne 6 est la deuxième ligne la plus longue avec 18 stations sur une longueur de 9,5 kilomètres.

### Stations
| Ligne |   | Stations           | Coordonnées géographiques    | Délégation     | Correspondances |
| ----- | - | ------------------ | ---------------------------- | -------------- | --------------- |
|       | ■ | Tunis Marine       | 36° 48′ 00″ N, 10° 11′ 34″ E | Bab El Bhar    | + TGM           |
|       | • | Farhat-Hached      | 36° 47′ 52″ N, 10° 11′ 10″ E | Bab El Bhar    |                 |
|       | ■ | Place de Barcelone | 36° 47′ 46″ N, 10° 10′ 50″ E | Bab El Bhar    | + GT            |
|       | • | Bab Alioua         | 36° 47′ 09″ N, 10° 10′ 47″ E | Sidi El Béchir |                 |
|       | • | Mohamed-Manachou   | 36° 46′ 56″ N, 10° 10′ 47″ E | Sidi El Béchir |                 |
|       | • | 13-Août            | 36° 46′ 30″ N, 10° 10′ 45″ E | Sidi El Béchir |                 |
|       | • | Mohamed-Ali        | 36° 46′ 04″ N, 10° 11′ 02″ E | El Ouardia     |                 |
|       | • | Tahar-Haddad       | 36° 45′ 39″ N, 10° 11′ 13″ E | El Kabaria     |                 |
|       | • | Ghazeli            | 36° 45′ 17″ N, 10° 11′ 16″ E | El Kabaria     |                 |
|       | • | Cité municipale    | 36° 44′ 54″ N, 10° 11′ 20″ E | El Kabaria     |                 |
|       | • | Ennesri            | 36° 44′ 42″ N, 10° 11′ 25″ E | El Kabaria     |                 |
|       | • | El Montazah        | 36° 44′ 34″ N, 10° 11′ 37″ E | El Kabaria     | Parc relais     |
|       | • | El Mourouj 2       | 36° 44′ 32″ N, 10° 11′ 52″ E | El Kabaria     |                 |
|       | • | El Mourouj 1       | 36° 44′ 18″ N, 10° 12′ 24″ E | El Mourouj     |                 |
|       | • | Environnement      | 36° 43′ 59″ N, 10° 12′ 37″ E | El Mourouj     |                 |
|       | • | El Mourouj 3       | 36° 43′ 43″ N, 10° 12′ 39″ E | El Mourouj     |                 |
|       | • | Martyrs            | 36° 43′ 25″ N, 10° 12′ 43″ E | El Mourouj     |                 |
|       | ■ | El Mourouj 4       | 36° 43′ 11″ N, 10° 12′ 59″ E | El Mourouj     |                 |

Quelques stations
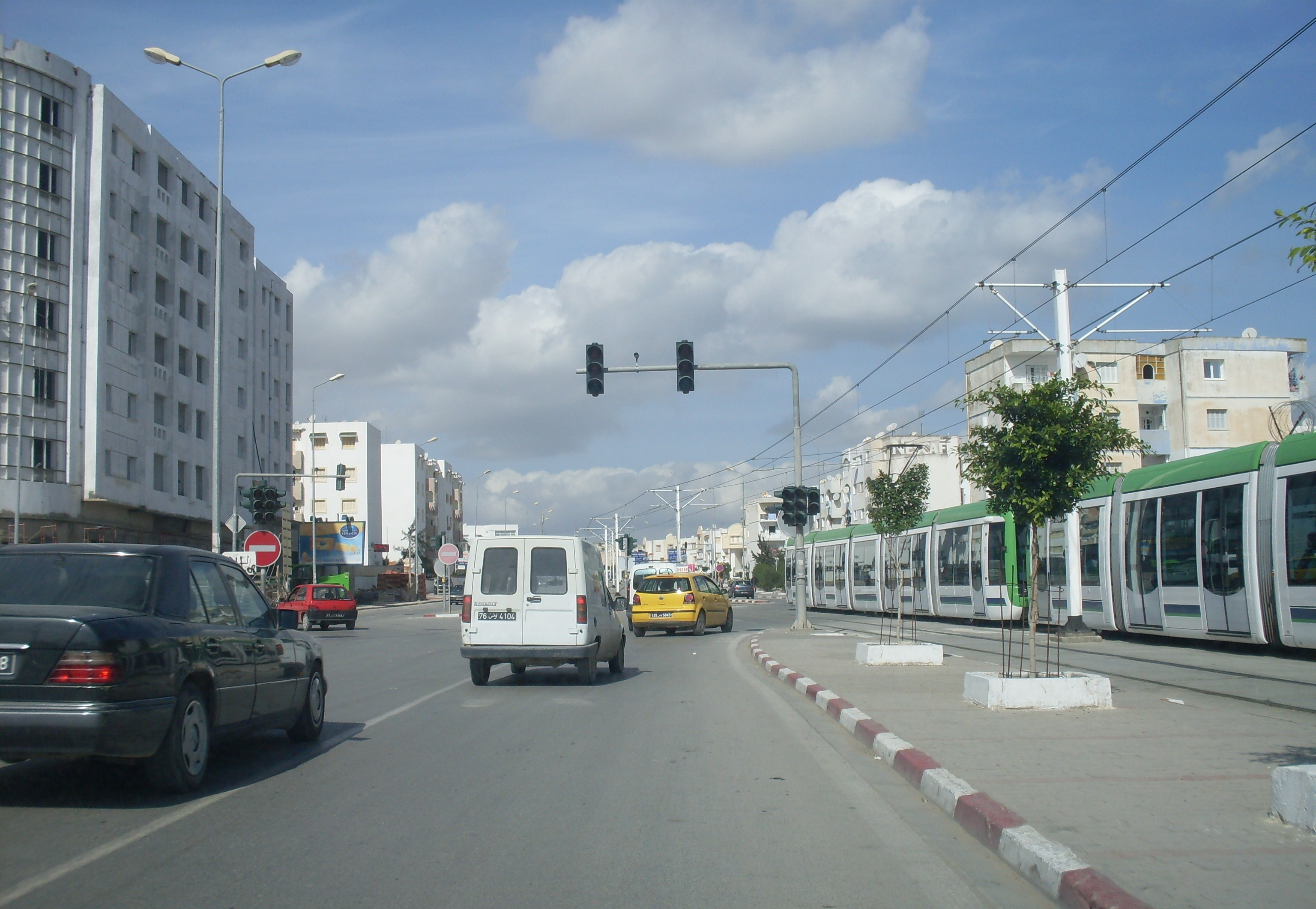
Station d'El Mourouj.
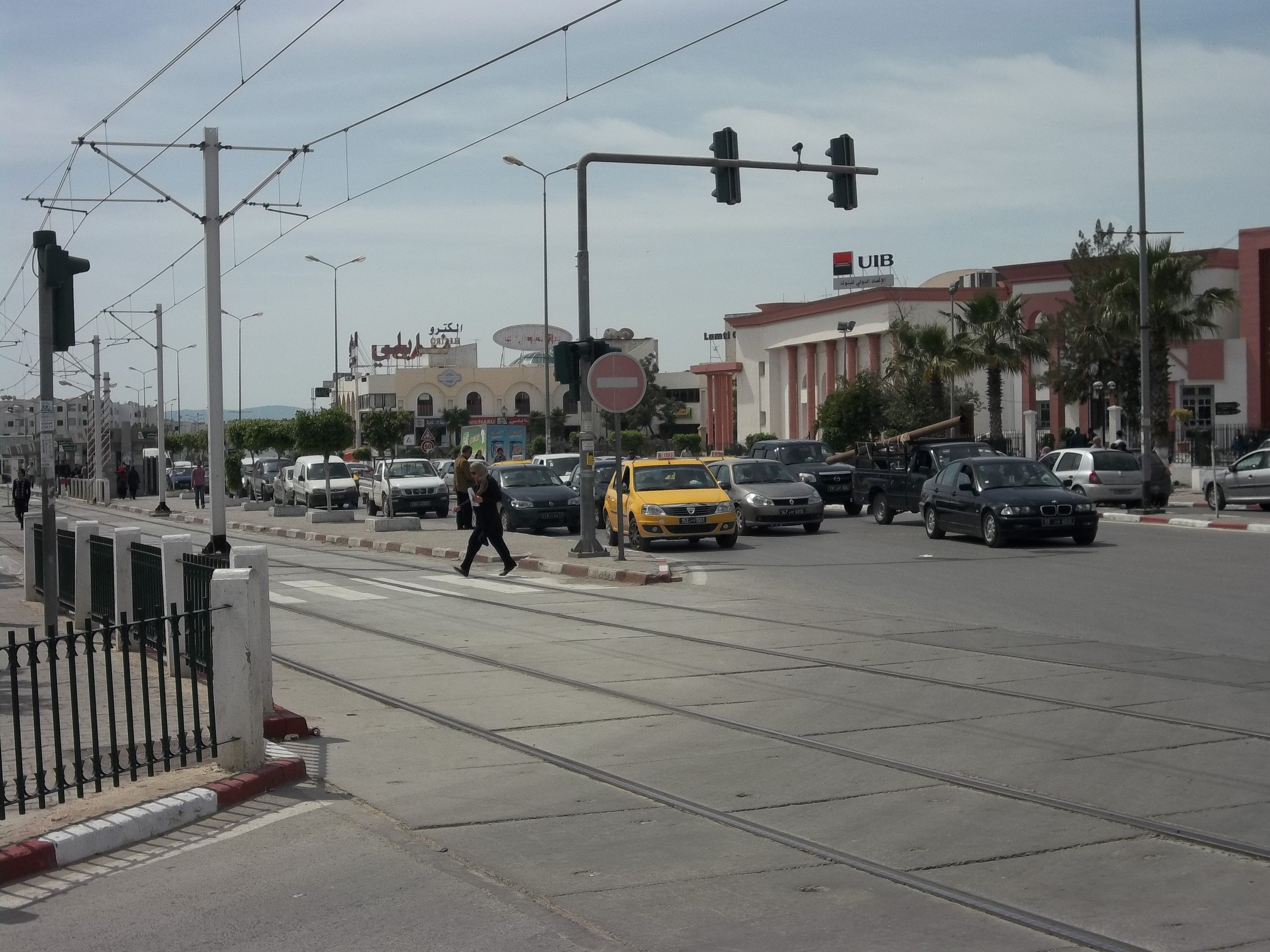
Station Environnement.
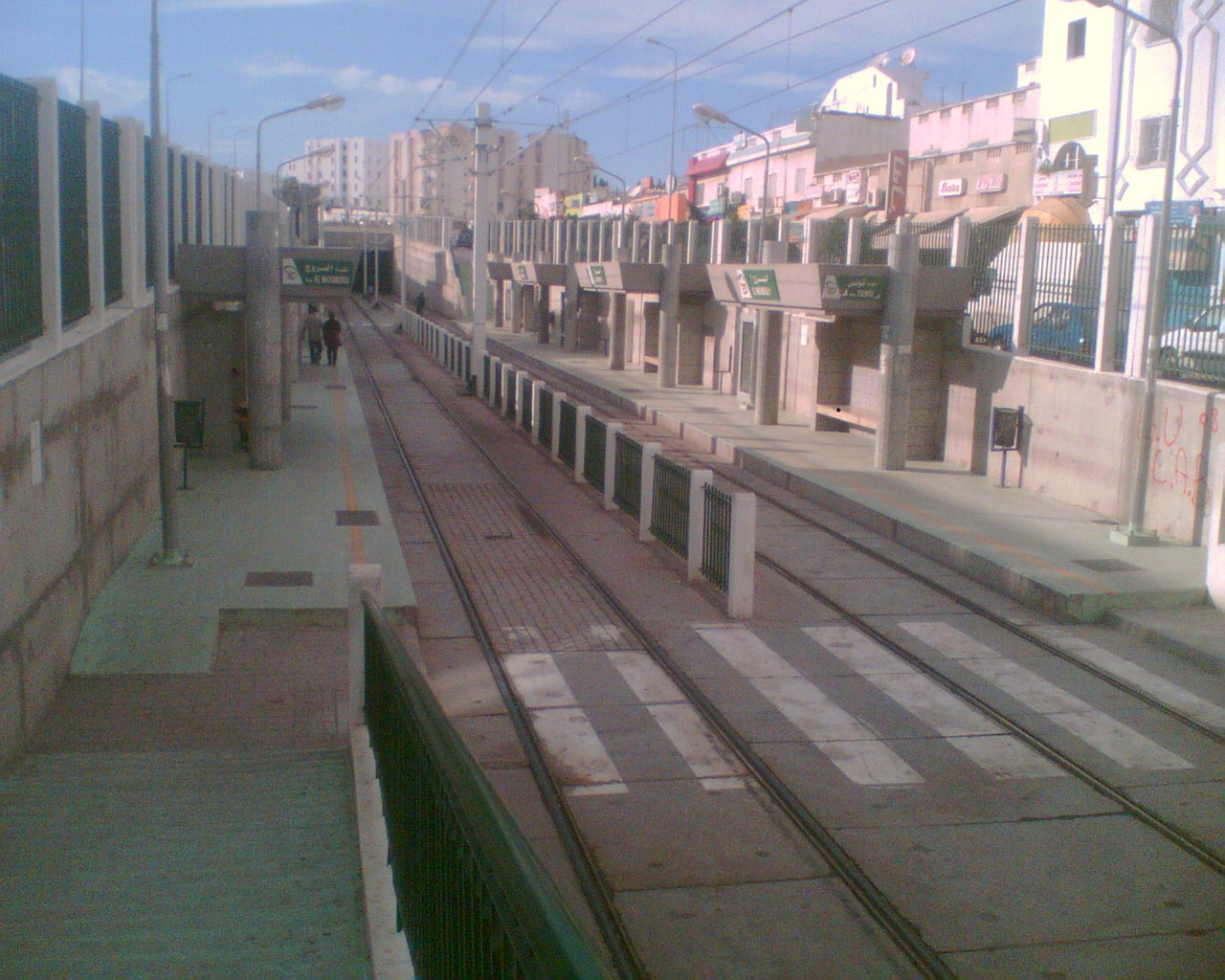
Station El Mourouj 1.
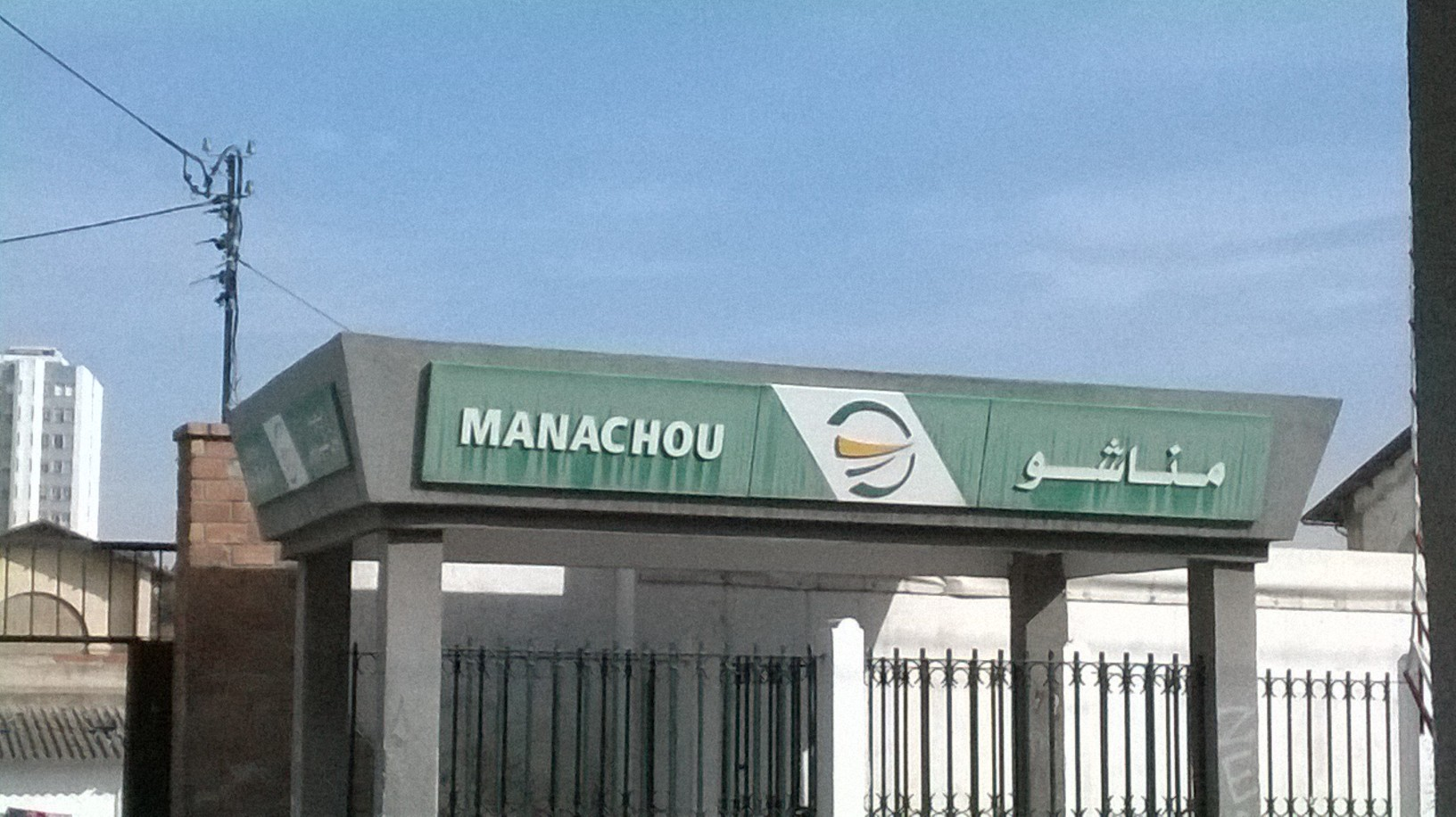
Station Mohamed-Manachou.